# 福建省广播影视集团
福建省广播影视集团（英語：Fujian Media Group），是福建省一家主要从事广播电视节目制作、播出的特大型省属事业单位。
福建省广播影视集团于2004年2月8日挂牌成立，为福建最大的广播、影视集团及宣传公司，由福建人民广播电台、福建电影制片厂、福建电视台、东南电视台、福建有线电视台及其他所属单位整合而成的。系中共福建省委批准设立的公益二类事业单位。集团以发展公益性广播影视事业和经营性广播影视产业为宗旨，以做好广播影视新闻宣传工作，加快产业发展，实现国有资产保值增值为己任。集团根据精简高效原则，实行扁平化管理，取消两台建制，保留福建人民广播电台和福建电视台呼号，直接管理到频率、频道、中心及所属企事业单位，经营7个自办广播频率、10个电视频道。是一个以广播、电视、电影、传输、网络、报刊出版和互联网站宣传为主，兼营科技开发、影视艺术、广告经营等相关产业的综合性新闻传媒集团。

## 历史

### 福建广播电台
1949年8月，福建人民广播电台成立。

### 福建电视台
1960年1月1日，福州电视台开播。
1976年10月30日，福州电视台更名为福建电视台。
1993年1月25日，福建有线电视台开播。
2001年7月，福建有线电视台并入福建电视台，并将原有的影视、综艺、服务、体育四个频道更名电视剧、都市、经济、体育频道。
2004年2月8日，由福建电视台、福建人民广播电台、东南电视台、福建电影制片厂共同组成的福建省广播影视集团正式成立。
2005年1月25日，东南电视台国际频道开播。
2005年6月1日，福建电视台少儿频道开播。
2005年10月1日，东南电视台更名为东南卫视，国际频道更名为海峡卫视（同时厦门电视台的海峡卫视改呼厦门卫视），全台启用新台标至今。
2011年1月1日，新建成的福建省广播电视中心正式启用。
2012年7月23日下午，福建电视台公共频道、新闻频道和体育频道播出信号从原乌山办公区播控机房搬迁至闽江北岸的福建广播电视中心播出
2015年3月6日，福建体育频道改为青运频道，一直至10月27日青运闭幕后改回体育频道。
2015年6月1日，福建省广播影视集团新闻中心节目实现16:9播出。
2015年7月2日，东南卫视高清升级，标清16:9播出，开播翌两个月后正式入省有线网播出，2016年9月上星全国覆盖。
2016年4月28日，福建电视台新闻频道从原乌山办公区搬入福建广播电视中心新址，这也意味着福建省广播影视集团十个电视频道，六个广播频率均全部搬入新台址制作播出。
2016年6月28日下午14:00，海峡卫视实现高标清16:9同播，高清版开播翌约一个月后正式入省有线网播出，2017年6月上星长城平台，覆盖亚欧美国家地区。
2016年7月26日下午，体育频道实现高标清16:9播出
2016年12月22日0点，经国家新闻出版广电总局批准，福建电视台都市频道正式更名旅游频道，台标换绿色标志，以号召“清新福建”。
2017年3月，福建省广播影视集团官方网站（www.fjrtv.net）正式上线运行，原官网（www.fjtv.net）成为福建网络广播电视台官方网站。
2017年6月，福建电视台体育频道高清版上线福建电信IPTV播出。
2017年12月20日，东南卫视落地澳门全境，由澳广视负责在地波的转播，频道号77。此前于2011年4月1日，澳广视开始转播海峡卫视，频道号75。
2019年1月3日福建电视台综合频道实现高标清16:9播出。4月2日福建新闻频道实现高标清16:9播出。10月15日福建公共频道高标清16:9同播。
2020年1月1日，福建电视台公共频道更名为福建电视台乡村振兴·公共频道。
2020年8月18日，福建电视台电视剧频道和旅游频道实现高标清16:9同播，同年9月22日起，经济生活频道和少儿频道亦实现高标清16:9同播，至此，福建电视台所有频道均实现高标清16:9同播。
2022年3月1日，福建电视台体育频道更名为福建电视台文体频道。

## 机构设置

### 职能部门
- 办公室
- 总编室
- 人力资源部
- 计划财务部
- 科技发展部
- 保卫部
- 机关党委（工会、团委、妇联）
- 离退休干部工作部
- 监督室

### 节目制作部门
- 融媒体资讯中心
- 电视综合频道中心
- 卫视中心
- 广播全媒体中心
- 科技文体传媒中心

### 业务部门
- 播出中心
- IPTV事业部
- 节目交流与版权管理中心
- 策划中心（经营管理办公室）
- 北京演播室

### 直属事业单位
- 福建省广播电视传输发射中心
- 福建省海峡广播影视译制中心
- 福建省音像资料馆
- 福建省广播电视中心工程建设办公室

### 直属企业单位
- 福建东南卫星传媒有限公司
- 福建电广电视传媒有限公司
- 福建电广广播广告有限公司
- 福建广播电视传播总公司
- 海峡世纪（福建）影视文化有限公司（福建电影制片厂有限公司）
- 福建广播电视报社有限公司
- 福建电广广播电视报广告有限公司
- 福建省东南传播杂志社有限公司
- 福建广电创投文化产业发展有限公司
- 福建广电新媒体有限公司
- 福建省电影发行放映有限公司
- 福建省电影机械厂有限公司
- 福建省幻灯制片厂有限公司
- 福建广播全媒体有限公司
- 福建广电融媒体发展有限公司
- 福建广播影视文化传媒有限公司
- 福建电广网星传媒有限公司

## 集团文化

### 台标
- 1994年至2005年（福建电视台）
- 1994年至2005年（东南电视台）
- 2005年至今

福建电视台的第一代台标启用于1980年代，蓝底绿字，由字母FTV和流星轨迹组合而成。流星象征电视台快速传播信息的美好愿望，寓意电视台不断开拓进取的时代精神。
1990年，福建电视台在全省公开征集第二代台标的设计方案，最终由福建师范大学美术系提供的方案入选；第二代台标于1993年启用，整体为正方形，类似于过年时贴在门上的福字，与福建的福相呼应。同时，它还被分成两份，乃是F、J、T、V四个字母的变形，中间的留空为M形，与福建的简称闽相呼应。
东南电视台（现东南卫视）的第一代台标启用于1994年频道开播当时，标志中的白色圆盘和波浪与蓝底矩形相衬，取法“顺风顺水”的寓意，体现了福建作为沿海省份的地域特色；该标志于2005年由福建电视台的第三代台标取代。
福建电视台的第三代台标亦为福建广播影视集团的标志，启用于2005年10月1日，以蓝色和白色为基本色调，台標上的白色字母f为福建省拼音的開頭第一個字母，藍色代表台湾海峡，标志整体形似海鸥自甶飛翔在海峡上，表示福建是中国大陆与台湾交往的窗口。

## 服务

### 电视频道
1960年1月1日，福州电视台成立，1976年10月30日更名为福建电视台，现有10个电视频道。
| 频道名称                            | 语言   | 广播格式                    | 启播时间                                                                       | 频道前身                                                         | 备注 | 备注 |
| 综合频道                            | 普通话 | SD: PAL 576i 16:9 HD: 1080i | 标清版：1960年10月1日 高标清16:9同步播出：2019年1月3日                         | 福州电视台 福建电视台 福建电视台新闻综合频道                     | 福建省第一个无线电视频道 |      |
| 东南卫视                            | 普通话 | SD: PAL 576i 16:9 HD: 1080i | 标清版：1994年1月1日 高标清16:9同步播出：2015年7月2日                          | 福建东南电视台                                                   | 卫星电视频道 |      |
| 乡村振兴·公共频道                   | 普通话 | SD: PAL 576i 16:9 HD：1080i | 标清版：1998年1月1日 高标清16:9同步播出：2019年10月29日                        | 福建有线电视台公共频道 福建电视台公共频道                        | 以对农节目为主的政策性电视频道，按照广电总局下发的《关于县市台的转变职能》的要求规定，专供县市台下属的有线电视前端插播当地自办节目 |      |
| 新闻频道                            | 普通话 | SD: PAL 576i 16:9 HD: 1080i | 1999年5月23日 高标清16:9同步播出：2019年4月8日                                 |                                                                  | 中国大陆第一个专业新闻频道，2016年5月2日起大部分节目16:9播出                                                                       |      |
| 电视剧频道                          | 普通话 | SD: PAL 576i 16:9 HD：1080i | 1993年1月25日（启播） 2001年7月（改为现名）高标清同步播出 ：2020年8月18日      | 福建有线电视台影视频道                                           | 福建省第一个有线电视频道，以影视节目为主                                                                                           |      |
| 旅游频道                            | 普通话 | SD: PAL 576i 16:9 HD：1080i | 1993年1月25日（启播） 2016年12月23日（改为现名）高标清同步播出 ：2020年8月18日 | 福建有线电视台综艺频道 福建电视台都市频道 福建电视台都市时尚频道 | 以旅游节目为主的电视频道 |      |
| 经济生活频道 （经济频道、福建经视） | 普通话 | SD: PAL 576i 16:9 HD：1080i | 1993年1月25日（启播） 2001年7月（改为现名）高标清同步播出：2020年9月22日       | 福建有线电视台服务频道                                           | 以经济、生活节目为主的电视频道 |      |
| 文体频道                            | 普通话 | SD: PAL 576i 16:9 HD: 1080i | 标清版：1993年1月25日 高标清16:9同步播出：2016年7月26日                        | 福建有线电视台体育频道 福建电视台体育频道                        | 以文化、体育节目为主的电视频道，青运会期间称青运频道                                                                               |      |
| 少儿频道 （拇指TV）                 | 普通话 | SD: PAL 576i 16:9 HD: 1080i | 标清版：2005年6月1日 高标清同步播出：2020年9月22日                             |                                                                  | 以少儿节目为主的政策性电视频道，原二级呼号为“棒棒TV”，与卫视中心合并管理                                                           |      |
| 海峡卫视                            | 普通话 | SD: PAL 576i 16:9 HD: 1080i | 标清版：2005年1月25日 高标清16:9同步播出：2016年6月28日                        | 福建东南电视台国际频道                                           | 对外卫星电视频道 |      |

注：
福建省亦有另一家电视媒体，即福建教育电视台（FETV）完全不归福建省广播影视集团负责，归福建省教育厅主体负责；导视频道由福建广电网络集团管理。

### 广播频率
1949年8月，福建人民广播电台成立，现有6个广播频率。

#### 现有频率
| 頻道名稱                           | 语言           | 频道频率                                         | 啟播時間       | 频道前身                                                    | 備註                                                                             |
| 新闻综合广播（新闻广播、福建之声） | 普通話         | FM103.6 AM882（全省各地频率不一）                | 1949年8月      | 福建人民广播电台（主频率） 福建人民广播电台新闻综合信息广播 | 福建省第一个广播频率，以新闻为主的综合广播频率                                   |
| 东南广播 （中国东南广播公司）      | 普通話、泉漳片 | FM88.3 AM585                                     | 1993年1月1日   |                                                             | 对台广播，发射功率400kW                                                          |
| 经济广播 （财经961）               | 普通話         | FM96.1 AM1404（全省各地频率不一）                | 1993年         | 福建经济广播电台                                            | 以经济为主的广播频率                                                             |
| 交通广播                           | 普通話         | FM100.7（全省同频）                              | 1998年5月1日   |                                                             | 主要为驾车人士服务的频率，提供路况播报、生活信息节目，应急时期呼号为福建应急广播 |
| 都市生活广播 （987私家车广播）     | 普通話         | FM98.7（福州、漳州、厦门） FM101.5（泉州、莆田） | 2000年12月18日 |                                                             | 主要为私家车驾车人士服务的频率                                                   |
| 音乐广播 （913汽车音乐调频）       | 普通話         | FM91.3 （福州） FM103.2 (厦门、漳州）            |                |                                                             | 以音乐为主的广播频率                                                             |

#### 停播频率
| 頻道名稱                  | 语言   | 频道频率 | 啟播時間 | 頻道口號 | 频道前身 | 備註                                                                                             |
| 文艺广播 （汽车娱乐广播） | 普通話 | FM88.3   | 2016年   |          |          | 主要为驾车人士服务的音乐频率，仅面向福州市播出，已于2023年12月30日停播，调频频率已由东南广播使用 |

注：
福建省亦有两家广播媒体海峡之声（VOS）（由中央军委政治工作部负责）和中国华艺广播公司（简称华广，英文缩写CHBC）完全不归福建广播影视集团负责。

### 融媒体资讯中心
福建省广播影视集团融媒体资讯中心是承担福建省委、省政府宣传任务的主阵地。中心下设屏山记者站、新闻评论部、采访科、编辑科、通联科、媒体策划科、新媒体科、记者科、综合科、技术制作科、播音科、新闻频道、乡村振兴·公共频道等13个部门，并在全省九市和平潭综合实验区设有记者站。融媒体资讯中心的节目定位“权威报道、主流民生、海峡特色”，每天首播新闻总时长145分钟，分别在集团所属的东南卫视和电视综合频道播出，并在新闻频道、乡村振兴·公共频道和经济频道重播。同时，融媒体资讯中心还负责向集团所属的广播频率提供时政等新闻报道。与福建省广播影视集团电视新闻频道、福建省广播影视集团东南卫视台海新闻中心有些许关联，且存在潜竞争关系。
- 《福建卫视新闻》（东南卫视每日18:30直播，新闻频道每日23:00重播）[註 1]
- 《福建新闻联播》（综合频道每日19:35直播，乡村振兴·公共频道每日23:00、综合频道次日00:30重播）[註 2]
- 《午间新时空》（综合频道、新闻频道每日12:00并机直播）[註 3]
- 《东南晚报》（东南卫视每日23:15左右播出）[註 4]
- 《新闻启示录》（综合频道每日20:04播出）[註 5]

另外，通常在重大天气灾害时期，福建电视台会全天打通直播《防抗台风（防灾）特别直播》，在综合频道、东南卫视、新闻频道并机直播（有时乡村振兴·公共频道也会参与直播），一般由福建电视台新闻频道与新闻中心共同负责制作播出。

### 出版物
- 《东南传播》，主要介绍新闻、传媒相关内容，月刊，2004年创刊，东南传播理事会成员单位协办[9][10]。
- 《福建广播电视报》，主要介绍广播电视节目，1954年5月创刊，是福建省广电系统唯一公开发行的专业报，在全省同业报纸中最具权威性、版面最多的周报[11]。

## 争议
2014年5月4日，省广播影视集团原党组书记、董事长舒展涉嫌严重违纪问题进行立案并接受组织调查，并于同年12月7日批准逮捕，于2016年9月28日，福州市中级人民法院就舒展受贿案作出一审刑事判决，犯受贿罪，被判处有期徒刑十一年，并处没收个人财产人民币一百万元。